# Fernán Pérez (Almería)
Fernán Pérez es una localidad y pedanía española de la provincia de Almería perteneciente al municipio de Níjar. Está situada en la Comarca Metropolitana de Almería, dentro del parque natural de Cabo de Gata-Níjar, a 46,4 km de la capital provincial, Almería y a 15,2 km de la capital del municipio, Níjar. Su población en 2014 fue de 351 habitantes (INE).

## Demografía

### Evolución de la población
| Gráfica de evolución demográfica de Fernán Pérez entre 2000 y 2013 |
|                                                                    |
| Datos según el nomenclátor publicado por el INE.                   |

## Monumentos
Por los alrededores de esta localidad se puede encontrar monumentos como el acueducto de Fernán Pérez, una noria, aljibes y algún molino de viento, también destaca la antigüedad de su iglesia.

### Iglesia de Bodas de Sangre
En la iglesia de esta pedanía, en el año 1928 estaba previsto celebrar la boda de Francisca Cañadas Morales con Casimiro Pérez Pino a las 3 de la madrugada, historia conocida como Bodas de Sangre de Federico García Lorca, no pudo celebrarse ya que Francisca huyó con su primo y más tarde éste fue asesinado. Es una de las iglesias más antiguas del municipio de Níjar.

### Acueducto del Cortijo de la Huerta Grande
El origen de la construcción fue para la captación de agua por una mina del cortijo expósito ubicado en la sierra de Cabo de Gata. Su construcción comenzó a finales del siglo XIX, Actualmente no se usa, es uno de los monumentos más emblemáticos de esta localidad.

## Economía
La pedanía destaca por su agricultura y ganadería.